# Rio Open 2023 - Qualificazioni singolare
Le qualificazioni del singolare del Rio Open 2023 sono state un torneo di tennis preliminare per accedere alla fase finale della manifestazione. I vincitori dell'ultimo turno sono entrati di diritto nel tabellone principale. In caso di ritiro di uno o più giocatori aventi diritto a questi sono subentrati i lucky loser, ossia i giocatori che hanno perso nell'ultimo turno ma che avevano una classifica più alta rispetto agli altri partecipanti che avevano comunque perso nel turno finale.

## Teste di serie
1. Facundo Bagnis (qualificato)
2. Marco Cecchinato (primo turno)
3. Hugo Gaston (qualificato)
4. Juan Manuel Cerúndolo (ultimo turno, lucky loser)

1. Timofej Skatov (primo turno)
2. Camilo Ugo Carabelli (primo turno)
3. Jozef Kovalík (primo turno)
4. Yannick Hanfmann (ultimo turno)

## Qualificati
1. Facundo Bagnis
2. Marcelo Tomás Barrios Vera

1. Hugo Gaston
2. Nicolás Jarry

### Lucky loser
1. Juan Manuel Cerúndolo

## Tabellone

### Legenda
| - Q = Qualificato - WC = Wild card - LL = Lucky loser | - ALT = Alternate - SE = Special Exempt - PR = Protected Ranking | - w/o = Walkover - r = Ritirato - d = Squalificato |

### Sezione 1
|  | Primo turno | Primo turno              | Primo turno       | Primo turno | Primo turno |  |  | Ultimo turno | Ultimo turno     | Ultimo turno     | Ultimo turno | Ultimo turno |  |
|  |             |                          |                   |             |             |  |  |              |                  |                  |              |              |  |
|  | 1           | Facundo Bagnis           | 4                 | 6           | 6           |  |  |              |                  |                  |              |              |  |
|  | WC          | João Lucas Reis da Silva | 6                 | 3           | 2           |  |  | 1            | Facundo Bagnis   | Facundo Bagnis   | 7            | 6            |  |
|  |             | Federico Delbonis        | Federico Delbonis | 68          | 2           |  |  | 8            | Yannick Hanfmann | Yannick Hanfmann | 6            | 3            |  |
|  | 8           | Yannick Hanfmann         | Yannick Hanfmann  | 7           | 6           |  |  |              |                  |                  |              |              |  |

### Sezione 2
|  | Primo turno | Primo turno                | Primo turno                | Primo turno | Primo turno |  |  | Ultimo turno | Ultimo turno               | Ultimo turno               | Ultimo turno | Ultimo turno |  |
|  |             |                            |                            |             |             |  |  |              |                            |                            |              |              |  |
|  | 2           | Marco Cecchinato           | Marco Cecchinato           | 4           | 2           |  |  |              |                            |                            |              |              |  |
|  | Alt         | Alejandro Tabilo           | Alejandro Tabilo           | 6           | 6           |  |  | Alt          | Alejandro Tabilo           | Alejandro Tabilo           | 4            | 4            |  |
|  | PR          | Marcelo Tomás Barrios Vera | Marcelo Tomás Barrios Vera | 6           | 6           |  |  | PR           | Marcelo Tomás Barrios Vera | Marcelo Tomás Barrios Vera | 6            | 6            |  |
|  | 7           | Jozef Kovalík              | Jozef Kovalík              | 4           | 4           |  |  |              |                            |                            |              |              |  |

### Sezione 3
|  | Primo turno | Primo turno           | Primo turno           | Primo turno | Primo turno |  |  | Ultimo turno | Ultimo turno    | Ultimo turno    | Ultimo turno | Ultimo turno |  |
|  |             |                       |                       |             |             |  |  |              |                 |                 |              |              |  |
|  | 3           | Hugo Gaston           | Hugo Gaston           | 7           | 7           |  |  |              |                 |                 |              |              |  |
|  |             | Felipe Meligeni Alves | Felipe Meligeni Alves | 5           | 64          |  |  | 3            | Hugo Gaston     | Hugo Gaston     | 6            | 7            |  |
|  | WC          | Eduardo Ribeiro       | 6                     | 2           | 6           |  |  | WC           | Eduardo Ribeiro | Eduardo Ribeiro | 2            | 64           |  |
|  | 5           | Timofej Skatov        | 2                     | 6           | 4           |  |  |              |                 |                 |              |              |  |

### Sezione 4
|  | Primo turno | Primo turno                  | Primo turno                  | Primo turno | Primo turno |  |  | Ultimo turno | Ultimo turno          | Ultimo turno          | Ultimo turno | Ultimo turno |  |
|  |             |                              |                              |             |             |  |  |              |                       |                       |              |              |  |
|  | 4           | Juan Manuel Cerúndolo        | Juan Manuel Cerúndolo        | 6           | 6           |  |  |              |                       |                       |              |              |  |
|  | WC          | Matheus Pucinelli de Almeida | Matheus Pucinelli de Almeida | 2           | 3           |  |  | 4            | Juan Manuel Cerúndolo | Juan Manuel Cerúndolo | 2            | 3            |  |
|  |             | Nicolás Jarry                | Nicolás Jarry                | 6           | 6           |  |  |              | Nicolás Jarry         | Nicolás Jarry         | 6            | 6            |  |
|  | 6           | Camilo Ugo Carabelli         | Camilo Ugo Carabelli         | 1           | 2           |  |  |              |                       |                       |              |              |  |